# Хайнрих IV фон Лехсгемюнд-Грайзбах
Хайнрих IV фон Лехсгемюнд-Грайзбах (на немски: Heinrich IV von Lechsgemünd und Graisbach; † сл. 1237) е граф на Лехсгемюнд-Грайзбах (днес част от Марксхайм) в Бавария (1223 – 1237).

## Произход и наследство
Той е син на граф Бертхолд I фон Лехсгемюнд-Грайзбах († 1253) и първата му съпруга Аделхайд († 1223).
Брат е на граф Бертхолд II фон Грайзбах († ок. 1285/пр. 1291).
Хайнрих IV фон Лехсгемюнд-Грайзбах умира сл. 1237 г. През 1327 г. умира внук му, последният мъжки представител на род Лехсгемюнд Гебхард III фон Грайзбах като епископ на Айхщет. През 1342 г. цялата собственост на графовете фон Лехсгемюнд попада на Вителсбахите.

## Фамилия
Хайнрих IV фон Лехсгемюнд-Грайзбах се жени за Гертруд фон Абсберг. Те имат децата:

- Бертхолд II фон Грайзбах (* ок. 1234; † сл. 1288/ок. 1308), женен I. за фон Бургау, дъщеря на маркграф Хайнрих IV фон Бургау, II. за Елзабет фон Хиршберг (* ок. 1230; † сл. 29 април 1292), (незаконна) дъщеря на граф Гебхард II фон Хиршберг († ок. 1232), баща на Гебхард III фон Грайзбах, епископ на Айхщет († 1327)
- Агнес I фон Лехсгемюнд, омъжена за Свигер фон Гунделфинген Стари († сл. 1291), син на Свигер фон Гунделфинген († 1251) и Ита фон Ентринген († 1273)
- Валтер фон Лехсгемюнд († сл. 1278), архидякон в Аугсбург (1278)
- Лудвиг фон Лехсгемюнд († 9 февруари 1286), абат на Вайенщефан, Шайерн и Тегернзе
- Агнес II фон Лехсгемюнд († сл. 10 ноември 1287), омъжена за Берал фон Ванген († 23 септември 1271)